# Station Fiuk
Station Fiuk is een spoorwegstation in de Poolse plaats Fiuk.